# HRE Mazowsze Serce Polski
HRE Mazowsze Serce Polski (UCI kód: MSP) je polský cyklistický UCI Continental tým, jenž vznikl v roce 2017.

## Historie
12. května 2021 bylo oznámeno, že polská realitní společnost HRE Investments se stane novým titulárním sponzorem s okamžitou platností. Tým se stal nejlepším UCI Continental týmem sezóny 2021.

## Soupiska týmu
K 15. červenci 2022
- Adrian Banaszek (POL) (* 21. října 1993)
- Alan Banaszek (POL) (* 30. října 1997)
- Norbert Banaszek (POL) (* 18. června 1997)
- Marceli Bogusławski (POL) (* 7. září 1997)
- Piotr Brożyna (POL) (* 17. února 1995)
- Marcin Budziński (POL) (* 24. dubna 1998)
- Tomasz Budziński (POL) (* 24. dubna 1998)
- Mateusz Gajdulewicz (POL) (* 22. prosince 2003)
- Kacper Gieryk (POL) (* 26. března 2003)
- Jakub Kaczmarek (POL) (* 27. září 1993)
- Jan Modzelewski (POL) (* 26. září 2002)
- Miłos Ośko (POL) (* 2. října 2002)
- Tobiasz Pawłak (POL) (* 24. listopadu 1995)
- Michał Pomorski (POL) (* 4. srpna 2003)
- Maksymilian Radosz (POL) (* 25. září 2003)
- Adam Stachowiak (POL) (* 10. července 1989)
- Daniel Staniszewski (POL) (* 5. května 1997)

## Vítězství na národních šampionátech
2021
 Estonský silniční závod, Mihkel Räim
2022
 Polská časovka do 23 let, Kacper Gieryk
 Polský silniční závod, Norbert Banaszek